# اوا ونتسل
اِوا وِنتسل (لهستانی: Ewa Wencel؛ زادهٔ ۱۵ اوت ۱۹۵۵) بازیگر و صداپیشه اهل لهستان است.
از فیلم‌ها یا مجموعه‌های تلویزیونی که وی در آن‌ها نقش داشته‌است، می‌توان به خیوکا، حوزه استحفاظی ۱۳، قسمت دوم، شمش‌سازان، دو روی سکه، مادران، صفر-هفت، به‌گوشم، پس‌تصویر، هتل ۵۲، دوران افتخار، قانون حقیقی، نبرد ورشو ۱۹۲۰، ع چون عشق، در خوشی و سختی و فرار از سینما لیبرتی اشاره نمود.